# Estelle Reiner
Pour les articles homonymes, voir Reiner.
Estelle Lebost épouse Reiner (née le 5 juin 1914 dans le Bronx, morte le 25 octobre 2008 à Beverly Hills) est une actrice et chanteuse américaine.

## Biographie
Estelle Lebost vient d'une famille juive. Elle est élève du James Monroe High School, dans le Bronx. Elle est diplômée de l'Académie américaine des beaux-arts et pendant la Seconde Guerre mondiale, elle est la première femme dessinatrice isométrique à travailler chez Sperry Rand, réalisant des plans pour les ouvriers de l'assemblage construisant des sous-marins et des avions. Elle rencontre Carl Reiner, alors qu'elle travaille dans les montagnes Catskill pour la conception des décors pour des spectacles d'hôtel. Elle épouse Reiner en 1943, le mariage donnera trois enfants : Rob, Lucas et Annie.
Dans les années 1960, Reiner devient chanteuse de cabaret et joue jusqu'à quelques années avant sa mort. Elle étudie le théâtre auprès de Lee Strasberg, l'inventeur de la méthode, et de Viola Spolin, l'initiatrice de l'improvisation, et devient aussi une performeuse.
Elle apparaît dans un certain nombre de comédies au cinéma. Le rôle le plus célèbre est dans Quand Harry rencontre Sally de Rob Reiner : sa mère est présente cliente dans la scène avec Billy Crystal et Meg Ryan au Katz's Delicatessen, lorsque Meg Ryan simule un orgasme en public. Approchée par une serveuse après l'esclandre, Reiner réplique dans un ton impassible « Donnez-moi la même chose qu'elle. »

## Filmographie
- 1980 : Marathon (TV) : la mère de Solona
- 1980 : Fatso (en) : Mrs. Goodman
- 1983 : L'Homme aux deux cerveaux : la touriste dans l'ascenseur
- 1983 : To Be or Not to Be : Gruba
- 1989 : Génération Pub (pilote de la série télévisée) : tante Cookie
- 1989 : Quand Harry rencontre Sally : la vieille cliente du Katz's Delicatessen

## Source de la traduction
- (en) Cet article est partiellement ou en totalité issu de l’article de Wikipédia en anglais intitulé « Estelle Reiner » (voir la liste des auteurs).